# Herb Kuźni Raciborskiej
Herb Kuźni Raciborskiej – jeden z symboli miasta Kuźnia Raciborska i gminy Kuźnia Raciborska w postaci herbu zatwierdzony 23 października 1969 r. uchwałą Miejskiej Rady Narodowej.

## Wygląd i symbolika
Herb przedstawia na błękitnej tarczy herbowej, otoczonej czarną obwódką, po heraldycznie prawej stronie połowę sylwetki złotego Orła Piastów śląskich, zaś po stronie lewej – połowę złotego koła zębatego z dziewięcioma zębami i trzema szprychami.
Koło zębate nawiązuje do przemysłowego charakteru miasta. Złoty orzeł nawiązuje do herbu Piastów górnośląskich.